# Gianni Marchetti
Gianni Marchetti (Roma, 7 settembre 1933 – Roma, 10 aprile 2012) è stato un compositore, arrangiatore e direttore d'orchestra italiano.

## Biografia
Nato nel Rione Monti di Roma, iniziò lo studio del pianoforte da privatista a dodici anni, dopo aver ascoltato una esecuzione della Marcia turca di Mozart; successivamente si iscrisse all'Accademia nazionale di Santa Cecilia continuando anche il regolare corso di studi. Al quinto anno di pianoforte cominciò a suonare dapprima come sostituto di Giorgio Zinzi in alcuni concerti della Roman New Orleans Jazz Band, poi con un proprio gruppo di cui faceva parte anche il clarinettista della Roman, Marcello Riccio. Dopo una sospensione degli studi di musica, durante la quale frequentò l'Accademia navale arrivando al grado di sottotenente di vascello, decise di tornare alla musica e a terminare gli studi di conservatorio.
Attraverso una fortuita consulenza, all'inizio degli anni sessanta venne in contatto con la RCA Italiana che stava per istituire una sua casa di edizioni musicali. Uno dei primi successi di questa casa editrice fu What a Sky, composta da Giovanni Fusco per il film I delfini di Francesco Maselli. A cantarla fu l'esordiente Nico Fidenco, che in questo modo fece conoscenza con Marchetti e collaborò con lui alla composizione del suo 45 giri successivo, Legata a un granello di sabbia, destinato ad un enorme successo discografico.
Dopo una serie di concerti in Nordamerica (New York, Toronto, Los Angeles), tornò in Italia dove gli venne affidata la produzione di un altro cantante esordiente: Bobby Solo, per il quale firmò l'arrangiamento della celebre Una lacrima sul viso e la composizione di molte sue canzoni successive, tra cui la vincitrice del Festival di Sanremo 1965 Se piangi, se ridi.
Negli stessi anni, Gianni Marchetti si avvicinò alla composizione di colonne sonore attraverso un'altra etichetta romana, la CAM. Tra i film da lui musicati ci sono Colpo di Stato per la regia di Luciano Salce, Fai in fretta ad uccidermi... ho freddo! diretto da Maselli, Nipoti miei diletti diretto da Franco Rossetti e I sette fratelli Cervi diretto da Gianni Puccini. Marchetti continuò a comporre musiche per una sessantina di film, talvolta firmandosi con lo pseudonimo Joe Dynamo.
Contemporaneamente curò l'arrangiamento di numerosi brani di successo, tra i quali la versione dei Ricchi e Poveri di Che sarà, di In fondo al viale dei Gens, alcuni successi italiani di Dalida, Sergio Bruni, Bobby Vinton.
Nel 1970 fondò con Vincenzo Micocci la casa discografica Mark Tre, distribuita dall'RCA Italiana, occupandosi tra gli altri di Rosalba Archilletti e del gruppo dei Pennies.
Attraverso un amico comune, il giornalista Antonino Buratti, venne in contatto con il cantautore Piero Ciampi e da qui nacque un sodalizio che sarebbe durato dieci anni. Curò tutta la successiva discografia dell'artista e anche l'album Ho scoperto che esisto anch'io in cui Nada interpreta canzoni di Piero Ciampi. Alla figura di Piero Ciampi, Marchetti ha dedicato un suo libro, dato alle stampe dalla Coniglio Editore nel 2010, dal titolo Il mio Piero e stava preparando un documentario, che però non ha potuto terminare prima di morire.
Dopo la scomparsa di Ciampi e una collaborazione con Stefano Rosso per l'album Bioradiofotografie del 1979, Marchetti decise di spostarsi in Francia per un corso di specializzazione musicale ed ebbe l'opportunità di lavorare per la Radiotelevisione francese.
Richiamato in Italia da Sergio Zavoli, con cui aveva collaborato nel 1972 in occasione dello speciale televisivo Nascita di una dittatura, ricominciò a lavorare per la RAI componendo le musiche di Il monte, Viaggio intorno all'uomo, La notte della Repubblica, Viaggio nel sud, Viaggio nella giustizia e Diario di un cronista.
Un suo brano inedito fu scelto come sigla di testa del cartone animato Quella magnifica dozzina, ovvero i primi 26 episodi della serie TV nipponica Attack No. 1. Il brano, intitolato Evening, era nato nel 1977 in realtà come tema di chiusura del film Notti porno del mondo ed era stato utilizzato anche in altri due film e nello spot televisivo della pubblicità Bac, nei primi anni ottanta. Nel 2009 Evening è stato ripubblicato su un 45 giri, poiché per un periodo fu sigla di testa per Quella magnifica dozzina, il titolo iniziale della serie animata giapponese Mimì e la nazionale di pallavolo.
Negli ultimi anni della sua carriera, Marchetti è tornato a fare la spola tra Italia e Francia, dove aveva tenuto una serie di conferenze-concerto tese alla diffusione dell'opera di Muzio Clementi, musicista da lui molto amato perché anch'egli nato e vissuto a Roma nel suo stesso quartiere. Sempre a questo scopo, aveva fondato a Roma il gruppo di lavoro Roma per la musica d'arte.

## Colonne sonore (parziale)

### Cinema
- Una lacrima sul viso, regia di Ettore Maria Fizzarotti (1964)
- Top Crack, regia di Mario Russo (1967)
- L'occhio selvaggio, regia di Paolo Cavara (1967)
- Muori lentamente... te la godi di più (Mister Dynamit - Morgen küßt euch der Tod), regia di Franz Josef Gottlieb (1967)
- Fai in fretta ad uccidermi... ho freddo!, regia di Francesco Maselli (1967)
- Un killer per Sua Maestà, regia di Federico Chentrens e Maurice Cloche (1968)
- Caccia ai violenti, regia di Nino Scolaro (1968)
- Colpo di stato, regia di Luciano Salce (1969)
- Sette baschi rossi, regia di Mario Siciliano (1969)
- Adios Cjamango! (Los rebeldos de Arizona), regia di José Maria Zabalza (1970) - non accreditato
- Il sole nella pelle, regia di Giorgio Stegani (1971)
- Nipoti miei diletti, regia di Franco Rossetti (1974)
- Milano: il clan dei calabresi, regia di Giorgio Stegani (1974)
- Emanuelle e Françoise (Le sorelline), regia di Joe D'Amato (1975)
- Casa privata per le SS, regia di Bruno Mattei (1977)
- Disposta a tutto, regia di Giorgio Stegani (1977)
- Il giorno dell'Assunta, regia di Nino Russo (1977)
- Le notti porno nel mondo, regia di Bruno Mattei (1977)
- Le notti porno nel mondo nº 2, regia di Joe D'Amato (1978)
- Emanuelle e le porno notti nel mondo n.2, regia di Bruno Mattei (1978)
- L'albero della maldicenza, regia di Giacinto Bonacquisti (1979)
- Cicciolina amore mio, regia di Amasi Damiani e Bruno Mattei (1979)
- La vera storia della monaca di Monza, regia di Bruno Mattei (1980)
- Una di troppo, regia di Pino Tosini (1982)
- La trasgressione, regia di Fabrizio Rampelli (1987)
- Strepitosamente... flop, regia di Pierfrancesco Campanella (1991)

### Televisione
- Accadde ad Ankara – miniserie TV, 3 puntate (1979)
- La notte della Repubblica – programma TV, 18 puntate (1989-1990)